# Сёдзи, Уэда
Сёдзи Уэда (яп. 植 田 正治, англ. Ueda Shōji, 27 марта 1913 — 4 июля 2000) — японский фотограф, сочетавший сюрреалистические композиционные элементы с реалистичным изображением.

## Биография
Уэда родился 27 марта 1913 года в Сакаиминато, Тоттори и был единственным ребёнком в семье. Его отец был производителем и продавцом гэта. Сёдзи получил камеру от своего отца в 1930 году, довольно быстро увлёкся фотографией и представлять свои фотографии для журналов. Его фотографии «Ребёнок на пляже», «Хама но кодомо», появилась в декабрьском выпуске японского журнала «Camera».

## Творчество
В 1930 году Уэда организовал творческую группу Chūgoku Shashinka Shūdan с Ryōsuke Ishizu, Kunio Masaoka и Akira Nomura. С 1932 по 1937 год группа четыре раза экспонировала свои работы в Зале Конисироку в Нихонбаси, Токио. Уэда учился в Восточной школе фотографии в Токио в 1932 году и вернулся в Сакаи, открыв студию Уэда-сясин. На момент открытия ему было всего девятнадцать лет.
Уэда женился в 1935 году, и его жена помогла ему управлять своей фотостудией. В браке родилось трое детей, которые вместе с супругой часто выступали в роли моделей для его работ. В 1941 году Уэда отказался от фотографии, не желая становиться военным фотографом. Но вскоре после войны вновь взялся за работу, и в 1947 году он присоединился к токийской группе «Гинрюся».
Уэда нашел песчаные дюны Тоттори отличным фоном для одиночных и групповых портретов, обычно в квадратном формате. В 1949 году Уэда, вдохновленный Кинэо Кувабара, тогдашним редактором «Камеры», сфотографировал Кэна Домона и Ёити Мидорикаву на фоне песчаных дюн. Фотографии были впервые опубликованы в сентябрьском и октябрьском выпусках «Камеры» 1949 года. Уэда начал фотографировать обнаженных моделей на дюнах в 1951 году, а с 1970 года он использовал их в качестве фона для модной фотографии.
Послевоенная концентрация на реализме во главе с Домоном, сопровождаемая отказом от реализма во главе с Сюмэем Томацу, отодвинула на второй план прохладное видение Уэды. Уэда участвовал в «Японской фотографии» в Нью-Йоркском Музее современного искусства в 1960 году и имел персональные выставки в Японии. Но настоящая популярность пришла к нему после ретроспективы прошедшей в салоне Nikon в Токио и Осаке в 1974 году.
Уэда продолжал жить в Тоттори, в 1965 году открыл студию и магазин фотоаппаратов в Йонаго, а в 1972 году переехал в новое трехэтажное здание в Йонаго. Магазин фотоаппаратов Уэда находился на первом этаже, кофейня Тяранка на втором.
С 1975 по 1994 год Уэда был профессором в университете Кюсю Сангё.
Уэда пережил смерть в 1983 году своей жены и продолжал работать до 1990-х годов. Он умер от сердечного приступа 4 июля 2000 года.
Музей фотографии Сёдзи Уэда, посвященный его работам, открылся в Кисимото (ныне Хоки, недалеко от Йонаго) в префектуре Тоттори в 1995 году.
В 2015 году была опубликована ретроспектива с неизвестными ранее работами. Издателям был предоставлен доступ к 5000 неопубликованным фотографиям и рассказу Тосиюки Хориэ.

## Книги произведений Уэды
- Den’en no utsushikata (田園 の 寫 し 方). Арс Сясин Бунко 42. Токио: Арс, 1940.
- Санин но таби (山陰 の 旅). Текст Симомура Норио (下 村 章 雄). Gendai Kyōyō Bunko. Токио: Сякай Сисо Кэнкюкай Сюппамбу, 1962.
- Идзумо но синва: Камигами но фурусато: Камэра но кикō (神 雲 の 神話 ： 神 々 の ふ る る と カ メ ラ 紀行). Текст Уэда Масааки (上 田正昭). Токио: Танко Синся, 1965.
- Оки: от Хито до Рэкиси (隠 岐 ： 人 と 歴 史). Текст Нарамото Тацуя (奈良 本 辰 也). Танко Синся, 1967
- Дэрэки (童 歴) Дети круглый год. Eizō no Gendai 3. Токио: Chūōkōronsha, 1971. Чёрно-белые фотографии, на многих, но не на всех, изображены дети, сгруппированные по сезонам. Тексты на японском и английском языках.
- Izumo jiryojō (出 雲 路 旅 情). Текст Исидзуки Такатоси (石 塚 尊 俊). Токио: Асахи Симбунся, 1971.
- Синва но таби: Идзумо, Хюга но фурусато (神話 の 旅 ： 出 雲 ・ 日 向 の ふ る さ と). Текст Уэда Масааки (上 田正昭) и соавт. Нихон но Фурусато Сиридзу. Токио: Майнити Симбунся, 1973.
- Идзумо (出 雲). Токио: Майнити Симбунся, 1974.
- Уэда Сёдзи сёрёко сясинтё: Ото но най киоку (： 田 正治 小 旅行 写真 帳 ： 音 の な い 記憶). Токио: Nippon Camera, 1974.
- Идзумо Тайся (出 雲 大 社). Текст Tōno Yoshiaki (東 野 芳 明). Хэйбонся Гярари 24. Токио: Хэйбонся, 1974.
- Сакю / Кодомо но сики (砂丘 ・ 子 供 の 四季) / Песчаные дюны / Сезоны детей. Sonorama Shashin Sensho 11. Токио: Asahi Sonorama, 1978. С резюме на английском языке в дополнение к японскому тексту.
- Мацуэ: Сэн кюхяку рокудзю нэн (松江 ： 一九 六 〇 年) / Мацуэ. Йонаго: San’in Hōsō, 1978.
- Син Идзумо фудоки (新 出 雲 風土 記) / Новая топография Идзумо. Nihon no Bi: Gendai Nihon Shashin Zenshū 5. Токио: Shūeisha, 1980. Широкоформатная коллекция цветных фотографий Идзумо. Несмотря на дополнительное название на английском языке (незаметно прилагается к колофону), эта книга не имеет подписи или текста на английском языке.
- Уэда Сёдзи бесутан шашинчо: Сиро кадзэ (植 田 正治 ベ ス 単 写真 帖 ・ 白 い 風 風) / Блестящие сцены. Токио: Nippon Camera, 1981. ISBN 4-8179-2003-3.
- Уэда Сёдзи (植 田 正治). Shōwa Shashin Zen-Shigoto 10. Токио: Асахи Симбунся. 1983.
- Kidō kaiki (軌道 回 帰) / Сёдзи Уэда Полароид 35м / м Фотоальбом. 3 тома Самостоятельная публикация, 1986.
- Сакю: Уэда Сёдзи сясинсю (砂丘 ： 植 田 正治 写真 集) / Дюны. Токио: Парко, 1986. ISBN 4-89194-129-4.
- Сёдзи Уэда: Фото 1930—1986. Бремен: Форум Böttcherstrasse, Бремен, Музей фотографии и фотографии, Бремен, 1987.
- Umi kaze yama iro: Сясинсю (海風 山色 ： 写真 集 〈中国 路〉) / Вид Тюгокудзи. Токио: Gyōsei, 1990.
- Уэда Содзи (植 田 正治) / Уэда Содзи. Hysteric 16. Токио: Hysteric Glamour, 2006. (Несомненно, Уэда Сёдзи «chiisai denki» (植 植 正治 「「 小 さ い 伝 記 」) / Уэда Сёдзи, " Маленькая биография «.) Сборник серии Уэды» Малая биография "(小 さ い 伝 Chiisai denki), как оно появилось в Camera Mainichi в 1970-х и 1980-х годах.
- Боку но арубаму (僕 の ア ル バ ム) / Альбом: Вечная история. Токио: Кюрюдо, 2007. ISBN 978-4-7630-0729-2. Несмотря на альтернативное название на английском, все на японском. Фотографии около 1935-50, по большей части ранее неопубликованные, и с отпечатков, недавно сделанных с негативов Уэды.
- Уэда Содзи но секай (植 田 正治 の 世界). Corona Books 136. Токио: Хэйбонся, 2007. ISBN 978-4-582-63434-1.
- Уэда Сёдзи: Chiisai denki (植 田 正治 小 さ い 伝 記) / Малая биография. Ханкю Комюникэшонзу, 2007. ISBN 978-4-484-07235-7. Только на японском, несмотря на альтернативное название.